# Takua Thung (huyện)
Takua Thung (tiếng Thái: ตะกั่วทุ่ง) là một huyện (amphoe) ở tỉnh Phang Nga miền nam Thái Lan.

## Lịch sử
Mueang Takua Thung đã là một thành phố cổ như Phang Nga và Takua Pa. Toàn thị chính cổ năm ở Ban Khai, tambon Bang Thong, huyện Thai Mueang. Năm 1894, quân Miến Điện tấn công Mueang Takua Pa. Thalang và Takua Thung là mục tiêu kế tiếp. Dân Takua Thung đã dời trung tâm thành phố đến tambon Kra Som.
Takua Thung đã bị hạ xuống thành một huyện thuộc tỉnh Phang Nga năm 1899.

## Địa lý
Các huyện giáp ranh (từ phía bắc theo chiều kim đồng hồ) là Thai Mueang và Mueang Phangnga. Về phía namwest is the Phang Nga Bay, về phía nam là Thalang của tỉnh Phuket, cách nhau qua eo biển Pak Phra. Phía tây là biển Andaman.
Lâm viên Namtok Raman bảo vệ 0,2 km² quanh khu vực thác nước. Phần lớn bờ biển của vịnh Phang Nga thuộc Vườn quốc gia Ao Phang Nga.

## Hành chính
Huyện này được chia thành 7 phó huyện (tambon), các đơn vị này lại được chia ra thành 68 làng (muban). Có hai thị trấn (thesaban tambon) ở huyện này: Krasom và Khok Kloi - mỗi đơn vị nằm trên một phần tambon cùng tên. Mỗi tambon thuộc quản lý của một Tổ chức hành chính tambon. 
| \| STT \| Tên \| Tên tiếng Thái \| Số làng \| Dân số \| \| \| 1. \| Tham \| ถ้ำ \| 9 \| 3.596 \| \| \| 2. \| Krasom \| กระโสม \| 8 \| 5.921 \| \| \| 3. \| Kalai \| กะไหล \| 12 \| 5.801 \| \| \| 4. \| Tha Yu \| ท่าอยู่ \| 7 \| 3.284 \| \| \| 5. \| Lo Yung \| หล่อยูง \| 10 \| 5.815 \| \| \| 6. \| Khok Kloi \| โคกกลอย \| 14 \| 11.456 \| \| \| 7. \| Khlong Khian \| คลองเคียน \| 8 \| 4.519 \| \| | Map of Tambon |                |         |        |  |
| STT | Tên           | Tên tiếng Thái | Số làng | Dân số |  |
| 1. | Tham          | ถ้ำ             | 9       | 3.596  |  |
| 2. | Krasom        | กระโสม         | 8       | 5.921  |  |
| 3. | Kalai         | กะไหล          | 12      | 5.801  |  |
| 4. | Tha Yu        | ท่าอยู่           | 7       | 3.284  |  |
| 5. | Lo Yung       | หล่อยูง          | 10      | 5.815  |  |
| 6. | Khok Kloi     | โคกกลอย        | 14      | 11.456 |  |
| 7. | Khlong Khian  | คลองเคียน       | 8       | 4.519  |  |